# Жіноча шахова олімпіада 2022
29-та жіноча шахова олімпіада проходила з 29 липня по 9 серпня 2022 року під час 44-ї шахової олімпіади, що відбувалася в Ченнай (Індія).
Вдруге в історії переможницями шахової олімпіади стала жіноча збірна України.

## Формат та календар змагань
- Команда складається з 5-ти гравців (1 запасний) і капітана (тренера).
- 11 турів за швейцарською системою.
- Контроль часу: 90 хвилин на 40 ходів + 30 хвилин до кінця партії, з додаванням 30 секунд за кожен зроблений хід, починаючи з першого.
- Розподіл місць (при однаковій кількості командних очок):
  - коефіцієнт Зоннеборга — Бергера,
  - найбільша кількість індивідуальних очок,
  - сума матчевих очок суперника за мінусом найслабшого.

## Турнірна таблиця
Підсумкова таблиця олімпіади (перша тридцятка)
- М — місце
- СН — стартовий (сіяний) номер
- КО — командні очки
- + — перемоги
- = — нічиї
- - — поразки

додаткові показники
- П2 — Коефіцієнт Зоннеборна-Бергера без найгіршого результату (ханти-мансійська система)
- П3 — очки (у матчевих партіях)
- П4 — сума командних очок (2,1,0) без найгіршого результату (ханти-мансійська система)

| М  | СН | Країна      | + | = | − | КО | П2    | П3  | П4  |
| -- | -- | ----------- | - | - | - | -- | ----- | --- | --- |
| 1  | 2  | Україна     | 7 | 4 | 0 | 18 | 413,5 | 30½ | 157 |
| 2  | 3  | Грузія      | 8 | 2 | 1 | 18 | 392,0 | 29  | 158 |
| 3  | 1  | Індія       | 8 | 1 | 2 | 17 | 396,5 | 29  | 160 |
| 4  | 7  | США         | 8 | 1 | 2 | 17 | 390,0 | 31½ | 143 |
| 5  | 10 | Казахстан   | 8 | 1 | 2 | 17 | 352,0 | 28  | 149 |
| 6  | 4  | Польща      | 7 | 2 | 2 | 16 | 396,0 | 30  | 155 |
| 7  | 6  | Азербайджан | 7 | 2 | 2 | 16 | 389,0 | 29½ | 156 |
| 8  | 11 | Індія-2     | 7 | 2 | 2 | 16 | 369,5 | 30  | 146 |
| 9  | 15 | Болгарія    | 7 | 2 | 2 | 16 | 361,0 | 29½ | 147 |
| 10 | 8  | Німеччина   | 8 | 0 | 3 | 16 | 344,5 | 29  | 140 |
| 11 | 12 | Угорщина    | 8 | 0 | 3 | 16 | 340,5 | 28½ | 138 |
| 12 | 9  | Вірменія    | 8 | 0 | 3 | 16 | 333,0 | 28½ | 143 |
| 13 | 18 | Сербія      | 8 | 0 | 3 | 16 | 326,0 | 28  | 150 |
| 14 | 22 | Словаччина  | 7 | 2 | 2 | 16 | 277,0 | 24½ | 144 |
| 15 | 28 | Монголія    | 6 | 3 | 2 | 15 | 350,0 | 28  | 150 |
| 16 | 23 | Чехія       | 6 | 3 | 2 | 15 | 318,0 | 26½ | 142 |
| 17 | 16 | Індія-3     | 7 | 1 | 3 | 15 | 313,0 | 27  | 142 |
| 18 | 42 | Литва       | 7 | 1 | 3 | 15 | 298,0 | 27  | 134 |
| 19 | 14 | Куба        | 7 | 1 | 3 | 15 | 293,5 | 26  | 139 |
| 20 | 17 | Нідерланди  | 7 | 1 | 3 | 15 | 292,5 | 25½ | 143 |
| 22 | 5  | Франція     | 6 | 2 | 3 | 14 | 328,0 | 27  | 146 |
| 23 | 20 | Румунія     | 6 | 2 | 3 | 14 | 325,5 | 25  | 150 |
| 24 | 32 | Індонезія   | 7 | 0 | 4 | 14 | 324,0 | 28½ | 142 |
| 25 | 19 | Ізраїль     | 7 | 0 | 4 | 14 | 322,5 | 26½ | 142 |
| 26 | 30 | Естонія     | 6 | 2 | 3 | 14 | 321,0 | 26½ | 137 |
| 27 | 31 | Перу        | 7 | 0 | 4 | 14 | 310,0 | 27  | 140 |
| 28 | 27 | Греція      | 6 | 2 | 3 | 14 | 308,0 | 27  | 140 |
| 29 | 25 | Італія      | 7 | 0 | 4 | 14 | 288,0 | 27  | 130 |
| 30 | 38 | Іран        | 7 | 0 | 4 | 14 | 283,5 | 27½ | 131 |

## Індивідуальні результати шахісток збірної України
|               |              |              |               |             |
| Марія Музичук | Анна Музичук | Анна Ушеніна | Наталія Букса | Юлія Осьмак |

- Шахівниця — № шахівниці (1-4, резервна);
- Очки — сума набраних очок (1 за перемогу шахіста, ½ за нічию, 0 — за поразку);
- Пор (3) — суперник (Португалія) та кількість набраних очок;
- 2542 — рейтинг суперника;
- Б/Ч — білі/чорні фігури;
- Перф  — турнірний перфоменс;
- М  — місце на своїй шахівниці

| Шах-ця | Шахістка      | Рейтинг | Очки | Ігри | + | = | - | ПАР (4)  | Тур (3)  | Сло (4)  | Бол (2½) | Азе (2)  | Рум (2)  | Нід (3½) | Інд (2)  | Гру (2)  | Нім (2½) | Пол (3)  | Перф | Місце  |
| ------ | ------------- | ------- | ---- | ---- | - | - | - | -------- | -------- | -------- | -------- | -------- | -------- | -------- | -------- | -------- | -------- | -------- | ---- | ------ |
| 1      | Марія Музичук | 2540    | 6    | 10   | 3 | 6 | 1 |          | 2422 Ч 0 | 2277 Б 1 | 2416 Ч ½ | 2455 Б 1 | 2394 Ч ½ | 2344 Б ½ | 2586 Ч ½ | 2531 Б ½ | 2484 Ч ½ | 2505 Б 1 | 2513 | 4      |
| 2      | Анна Музичук  | 2529    | 7    | 10   | 5 | 4 | 1 | 1872 Б 1 |          | 2303 Ч 1 | 2295 Б 1 | 2390 Ч ½ | 2390 Б 1 | 2349 Ч 1 | 2517 Б ½ | 2466 Ч 0 | 2321 Б ½ | 2416 Ч ½ | 2472 | Silver |
| 3      | Анна Ушеніна  | 2423    | 7½   | 9    | 6 | 3 | 0 | 1703 Ч 1 | 2100 Б 1 |          | 2249 Ч 1 | 2380 Б ½ |          | 2226 Б 1 | 2442 Ч ½ | 2476 Б ½ | 2341 Ч 1 | 2376 Б 1 | 2528 | Silver |
| 4      | Наталія Букса | 2401    | 7    | 10   | 5 | 4 | 1 | 1745 Б 1 | 2090 Ч 1 | 2293 Б 1 |          | 2372 Ч 0 | 2248 Ч ½ | 2257 Ч 1 | 2399 Б ½ | 2426 Ч 1 | 2342 Б ½ | 2393 Ч ½ | 2406 | 4      |
| 5      | Юлія Осьмак   | 2420    | 3    | 5    | 3 | 0 | 2 | 1736 Ч 1 | 1991 Б 1 | 2188 Ч 1 | 2275 Б 0 |          | 2193 Б 0 |          |          |          |          |          | 2149 |        |

## Індивідуальні нагороди

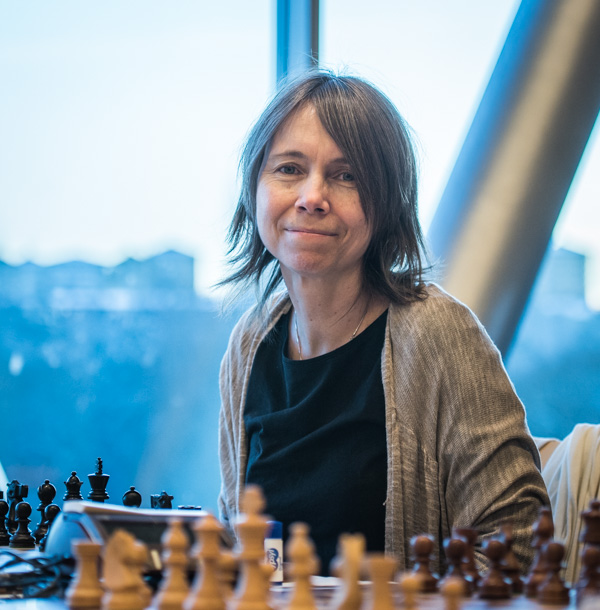
Піа Крамлінг (1-ша шахівниця)

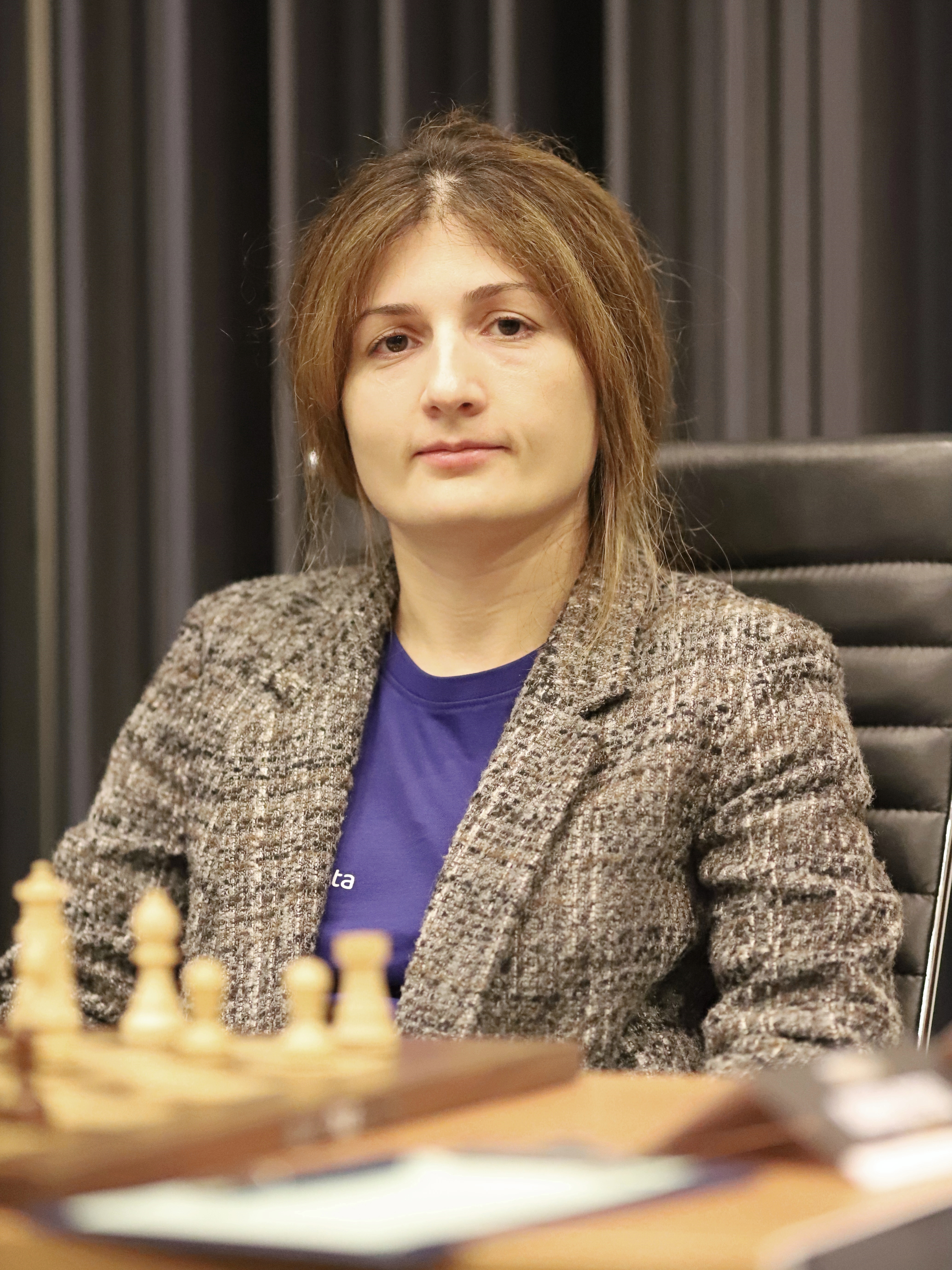
Ніно Баціашвілі (2-га шахівниця)

Усі нагороди на кожній із шахівниць були розподілені відповідно до турнірних перформансів між шахістками, які зіграли не менше восьми партій на турнірі. Олівія Кьолбаса на третій шахівниці продемонструвала найкращий результат серед усіх шахісток турніру (2565). Призові трійки по кожній із шахівниць наведені нижче:
- Перша шахівниця:

 Піа Крамлінг ( Швеція)  — 2532 (9½ з 11 очок)
 Елін Роберс ( Нідерланди)  — 2532 (7½ з 10 очок)
 Жансая Абдумалік ( Казахстан)  — 2529 (7½ з 9 очок) 

- Друга шахівниця:

 Ніно Баціашвілі ( Грузія)  — 2504 (7½ з 10 очок)
 Анна Музичук ( Україна)  — 2472 (7 з 10 очок)
 Ханим Баладжаєва ( Азербайджан)  — 2454 (7 з 9 очок) 

- Третя шахівниця:

 Олівія Кьолбаса ( Польща)  — 2565 (9½ з 11 очок)
 Анна Ушеніна ( Україна)  — 2528 (7½ з 9 очок)
 Рамешбабу Вайшалі ( Індія)  — 2452 (7½ з 11 очок) 

- Четверта шахівниця:

 Бат-Ердене Мунгунзул ( Монголія)  — 2460 (8½ з 10 очок)
 Марія Малицька ( Польща)  — 2453 (7 з 9 очок)
 Таня Садчев ( Індія)  — 2441 (8 з 11 очок) 

- Резервна шахівниця:

 Яна Шнайдер ( Німеччина)  — 2414 (9 з 10 очок)
 Ульвія Фаталієва ( Азербайджан)  — 2312 (5 з 8 очок) 

 Дів'я Дешмух ( Індія-2)  — 2298 (7 з 9 очок) 